# Parti pour la recherche en santé
Le Parti pour la recherche en santé, en allemand Partei für Gesundheitsforschung, est un parti politique allemand. Il s'engage dans le domaine de la recherche en santé pour accélérer la mise au point de médicaments efficaces contre les maladies fréquentes chez les personnes âgées telles que le cancer, la maladie d'Alzheimer, l'infarctus du myocarde, l'accident vasculaire cérébral, le diabète de type 2, la dégénérescence maculaire liée à l'âge, l'arthrose, l'ostéoporose et la maladie de Parkinson.

## Programme
Il s'appuie sur les technologies actuelles des sciences de la vie et sur les nouvelles approches médicales. Le but du parti est également de faire en sorte que le public s'intéresse de plus en plus à la recherche médicale et que les grands partis se concentrent davantage sur le sujet lui-même.
Il souhaite construire davantage d'installations de recherche en Allemagne travaillant sur ce sujet et à former davantage de scientifiques dans des domaines pertinents. La recherche pourrait avoir lieu dans les institutions de l'État.
Selon le parti, réduire les maladies des personnes âgées aiderait non seulement les gens, mais représenterait également un gain économique important. En outre, le programme du parti bénéficierait à toutes les personnes, puisque tous sont directement ou indirectement touchés par des maladies gériatriques. Selon les déclarations du parti, la recherche contre d'autres maladies ne devrait pas être interrompue et tirerait profit de l'utilisation de nouvelles découvertes scientifiques.

## Stratégie politique
Le Partei für Gesundheitsforschung se concentre sur un seul sujet et laisserait d’autres questions politiques aux partenaires de la coalition dans la participation du gouvernement. Le parti est prêt à une alliance avec tous les grands partis (CDU, SPD, Alliance 90 / Les Verts, FDP, Die Linke et le Parti Pirate) sauf avec l'AfD.

## Histoire

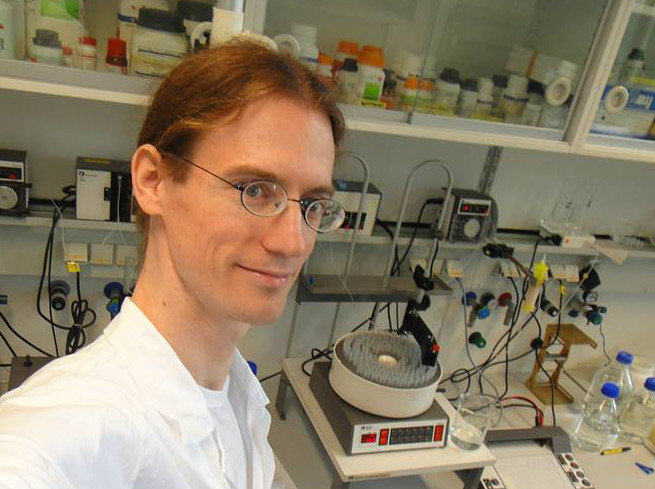
Felix Werth

Le parti est fondé en 2015 par Felix Werth, biochimiste.

## Structure
Le parti a des organisations régionales dans le Bade-Wurtemberg, la Bavière, Berlin, le Brandebourg, la Hesse, la Basse-Saxe, la Rhénanie-du-Nord-Westphalie, la Rhénanie-Palatinat, la Saxe, le Schleswig-Holstein et la Thuringe (au mois de décembre 2018).

## Participations aux élections
Le parti apparaît pour la première fois aux élections régionales de 2016 à Berlin. Il reçoit 7 854 au deuxième vote, soit 0,5%. Il a ses meilleurs résultats dans les arrondissements de Lichtenberg et Marzahn-Hellersdorf avec 0,9% chacun.
Lors des élections fédérales allemandes de 2017, il atteint 0,1%. 
Lors des élections régionales de 2017 en Rhénanie-du-Nord-Westphalie, le parti a 5 944 voix au deuxième vote, soit 0,1%. Aux élections régionales de 2018 en Bavière, il a 0,1%. Le même résultat est obtenu aux élections régionales de 2018 en Hesse.

## Source de la traduction
- (de) Cet article est partiellement ou en totalité issu de l’article de Wikipédia en allemand intitulé « Partei für Gesundheitsforschung » (voir la liste des auteurs).